# Producció de carxofes a Itàlia

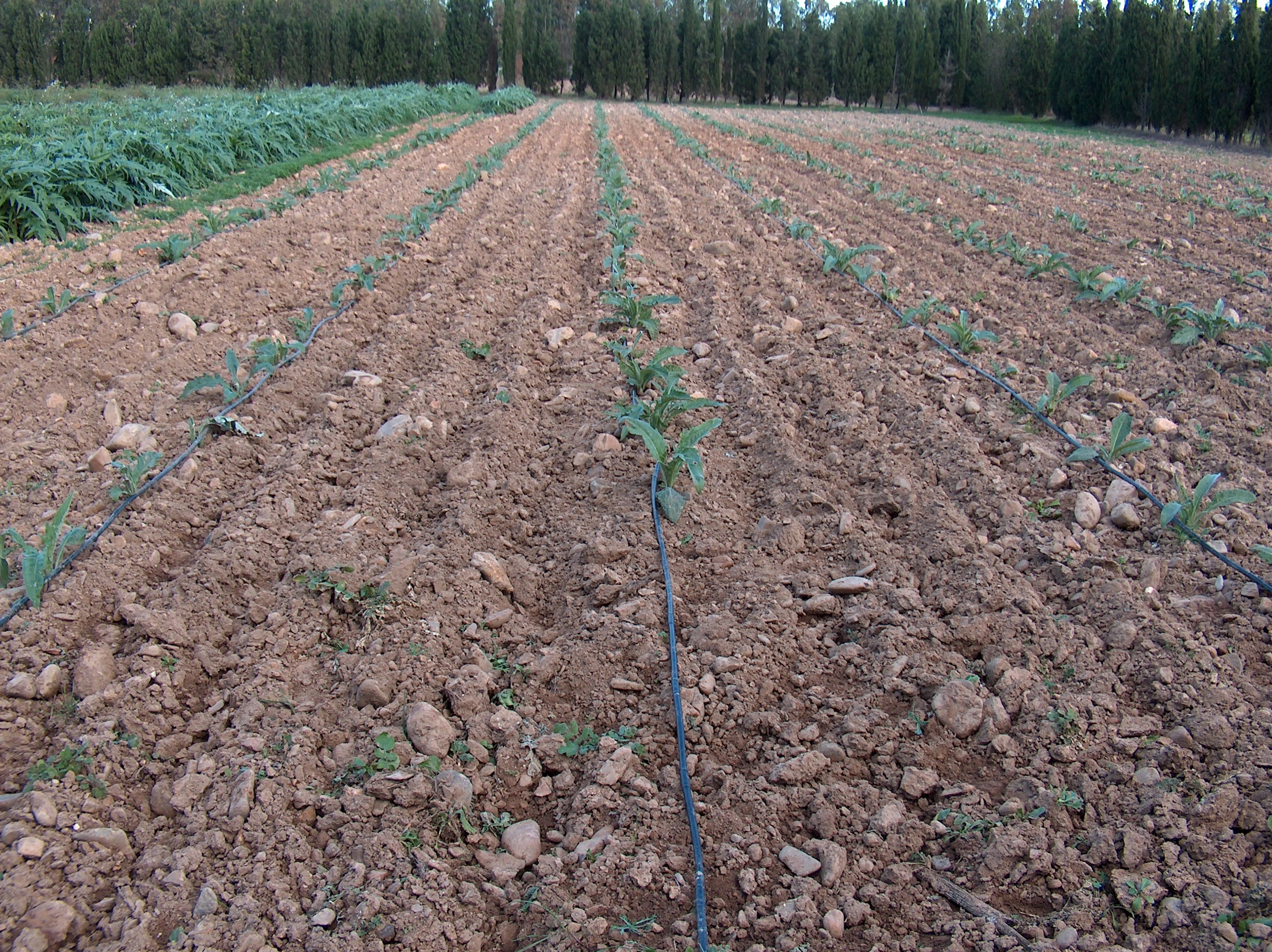
Camp de carxofes a la Sardenya, Itàlia.

La producció de carxofes a Itàlia ha tingut una llarga història al |país. Itàlia és el més gran productor del món junt amb Espanya i França, els tres països en produeixen més del 80% del total del món.

## Història
Hi ha dues teories pel que fa al seu origen: pot haver vingut de Xam, derivat del card, a través d'un procés de fertilització encreuat, mentre que d'altres l'ho atribueixen a la feina dels horticultors italians.
Tanmateix, la primera documentació del conreu de la carxofa a Itàlia va ser durant el segle xv, a Nàpols, on es va considerar una nova espècie d'aliment. El 1466, el banquer Filippo Strozzi la va portar a Florència. Per 1473, ja havia arribat a Venècia. Durant la collita de l'any 1915, es van produir 64.000 tones. El país produeix dotzenes de varietats.